# Ansetzaufnehmer
Ein Ansetzaufnehmer gehört zu den berührenden Dehnungssensoren (auch taktile Extensometer genannt). Er wird manuell oder automatisch an die Messprobe angesetzt. Durch Reibungskräfte oder Klemmkräfte wird die Messspitze an der Probe fixiert. 
Der Ansetzaufnehmer hat mindestens zwei Messspitzen bzw. Messschneiden. Dehnt sich die Probe aus, so verändert sich der Abstand zwischen den beiden Messschneiden, und die Dehnungsänderung kann während eines Zugversuchs ermittelt werden.